# オレクサンドル・タルナフスキー
オレクサンドル・ゲオルギヨヴィチ・タルナフスキー（ウクライナ語: Тарнавський Олександр Георгійович、1970年05月12日 - ）はウクライナの軍人。2022年にタヴリア作戦戦略群司令官として夏季反転攻勢を指揮した。

## 経歴
2011年、第17独立戦車旅団長に任命され、2015年まで旅団を指揮した。
2014年12月、オレクサンドル・ヴィルクルの支援を受けてクリヴィ・リフの公的評議会に参加した。
2015年、ナシュ・クレイの名簿に載ってクリヴィ・リー市議会議員に立候補した。
2021年12月10日、准将に昇進。
2022年より、東部作戦管区副司令官。
その後、スロボダ作戦戦略群司令官に任命された。
2022年より、タヴリア作戦戦略群司令官。
2022年秋にはヘルソン作戦戦略群司令官としてウクライナ南部でのウクライナ軍の反撃を指揮した。
2023年にはオリホヴァ地域でのウクライナ軍の反攻を指揮した 。
2024年12月、第9軍団司令官およびドネツク作戦戦略群司令官に任命された。2025年6月、同司令官を退任。

## 栄典
- ボフダン・フメリニツキー勲章(1等) - 2022年11月14日[16]
- ボフダン・フメリニツキー勲章(2等) - 2022年4月24日[17]
- ボフダン・フメリニツキー勲章(3等) - 2022年3月29日[18]
- ダニーロ・ハリツキー勲章（ウクライナ語版） - 2009年8月18日[19]
- 勇猛騎士勲章 - 2022年8月1日[20]